# 기술법
기술법(Technikrecht, Technology Law)은 기술의 사용으로 발생하는 위험의 방지를 1차적 목적으로 하는 법률, 명령 등을 포함하는 기술적 안전에 관한 법이다. 이러한 기술법은 자연과학의 발전에 따라서 그들의 적용과 기술적 실행으로부터 발생할 수 있는 사람의 생명과 건강, 물적 재화 및 환경의 보호를 1차적 목적으로 하고 있다. 즉 기술이 사용되고 적용되는 곳에서 필요한 기술적 안전을 확보하기 위한 법이 기술법이다. 

## 같이 보기
- 컴퓨터 포렌식
- 디지털 밀레니엄 저작권법
- 바세나르 협정
- 저작권
- 지식 재산권
- 인터넷 검열
- 온라인 저작권 침해 금지 법안
- 스팸 광고